# Vermicularia leptosperma
Vermicularia leptosperma är en svampart som beskrevs av Speg. 1921. Vermicularia leptosperma ingår i släktet Vermicularia och familjen Glomerellaceae.   Inga underarter finns listade i Catalogue of Life.